# Петросянц, Ашот Иванович
Ашот Иванович Петрося́нц (1910—1978) — советский узбекский дирижёр, музыковед. Заслуженный деятель искусств УзССР (1950). Заслуженный деятель культуры Каракалпакской АССР (1973).

## Биография
Родился 10 мая 1910 года в Мерве (ныне Туркменистан).
В 1931 году окончил Ташкентский музыкальный техникум по классу скрипки.
В 1936—1943 годах учился в Ташкентской консерватории по классу композиции у Б. Б. Надеждина. В 1954 году окончил экстерном факультет народных инструментов по классу дирижирования.
В 1928—1936 годах руководитель коллективов художественной самодеятельности. В 1936—1956 годах преподаватель музыкального училища имени Хамзы, с 1948 года — Ташкентской консерватории. В 1948—1953 годах и с 1961 года зав. кафедрой народных инструментов. Профессор (1970).
В 1938—1958 годах художественный руководитель и дирижёр оркестра народных инструментов Узбекской филармонии, в 1958—1960 годах — её руководитель.
С 1951 года зав. экспериментальной лаборатории по усовершенствованию узбекских инструментов. Реконструировал и усовершенствовал 78 музыкальных инструментов Узбекистана, Туркмении, Киргизии, Каракалпакии.
В 1948—1953 годах ответственный секретарь СК Узбекистана.
Умер 13 июля 1978 года в Ереване. Похоронен в Ташкенте на Чигатайском кладбище.

## Награды и премии
- заслуженный деятель искусств УзССР (1950)
- заслуженный деятель культуры Каракалпакской АССР (1973)
- Сталинская премия третьей степени (1951) — за концертно-исполнительскую деятельность
- орден Трудового Красного Знамени (1951)[2]
- орден «Знак Почёта» (1959)
- медали